# Козицький Андрій Михайлович
Андрій Михайлович Кози́цький (нар. 16 квітня 1970, Сокаль) — український історик, викладач, доцент кафедри нової та новітньої історії зарубіжних країн Львівського національного університету імені Івана Франка, Ph.D.
Головний редактор «Енциклопедії Львова». Автор історичних монографій з історії авіації, історії Львова, сходознавства, геноцидних студій, гебраїстики (євреїстики).

## Біографія
Народився в Сокалі Львівської області в родині службовців. У 1987 році закінчив № 3 школу в Сокалі. Упродовж 1987—1993 років навчався на історичному факультеті Львівського університету імені Івана Франка. З 1993 по 1996 рік навчався в аспірантурі Львівського університету імені Івана Франка (з перервою в 1988–1989 роках, коли проходив службу в армії). У 1996 році захистив кандидатську дисертацію на тему «Український краєзнавчий рух в Галичині міжвоєнного періоду (1918—1939)» (керівник — Ярослав Серкіз).
Із січня 1997 року — асистент, з липня 2000 року — доцент кафедри нової та новітньої історії Львівського університету. З 1998 року — редактор щорічного збірника «Матеріали наукової конференції студентів історичного факультету», секретар редколегії «Наукових зошитів історичного факультету».
У 2000 році автор посібника «Новітня історія країн Азії та Африки (1918—1999 рр.)». У 2001 році зі Степаном Білостоцьким публікує монографію присвяченої кримінальному минулому Львова — «Кримінальний світ старого Львова», за яку отримую відзнаку найкращу книгу Форуму видавців в «Українська гуманітарна література».
У 2002 році стажується у Віденському університеті. У 2003 проходить стажування у Варшавському університеті. 2004 року публікує посібник «Новітня історія Азії та Африки», також у цьому році стажується в Ольденбурзькому університеті.
Пізніше у 2006 році проходить стажування у Вроцлавському університеті.
З 2007 року головний редактор та автор низки статей Енциклопедії Львова I-IV томів за які отримував спеціальні відзнаки Форуму видавців.
Впродовж 2009 по 2010 рік автор трьох путівників. За путівник «Львів. Місто наших героїв» 2009 року отримує грамоту від голови Львівської ОДА Миколи Кмітя. У 2011 році стажист Ягеллонського університету. 
У 2012 році автор першого посібника для студіювання геноцидних студій «Геноцид та політика масового винищення цивільного населення у XX ст. (причини, особливості, наслідки)», за який отримав відзнаку журналу Кореспондент та звання найкращої книги XIX-го Форуму видавців у Львові у категорії «Книга, яка розширює національну свідомість».
Співавтор з Ярославом Янчаком дослідження про історію авіації Галичини — «Крила над Галичиною» 2012 року. У 2014 році публікує дослідження присвячене військовій історії «Львова Leopolis militans. Нариси військової історії Львова XIII—XVIII ст.». У 2016 році проходить стажування в Зеленогурському університеті. У 2019 році автор путівника Львова «Тіні єврейського міста».
У 2020 році отримав відзнаку Ради національної безпеки та оборони України I ступеня «за особистий внесок у справу гарантування національної безпеки і оборони України, сумлінне виконання обов’язків та професіоналізм». У 2021 році продовжив публікацію геноцидних студій монографією «Дослідження Голодомору та геноцидні студії». Того ж року автор краєзнавчого дослідження «Львівські замахи». Книга здобула перше місце в конкурсі «Краща книга Львівщини».

## Відзнаки
- 2001 — найкраща книга VII Форуму видавців у Львові в категорії «Українська гуманітарна література» для книги «Кримінальний світ старого Львова».
- 2007, 2008, 2010, 2012 — спеціальні відзнаки президента Форуму видавців у Львові для тт. 1–4 багатотомової «Енциклопедії Львова».
- 2009 — почесна грамота Голови Львівської обласної державної адміністрації для книги «Львів. Місто наших героїв»
- 2012 — найкраща книга XIX-го Форуму видавців у Львові у категорії «Історія» для книги «Геноцид та політика масового винищення цивільного населення у XX ст.».
- 2012 — відзнака журналу Кореспондент для книги «Геноцид та політика масового винищення цивільного населення у XX ст.» у категорії «Книга, яка розширює національну свідомість».
- 2020 — відзнака Ради національної безпеки та оборони України I ступеня «за особистий внесок у справу гарантування національної безпеки і оборони України, сумлінне виконання обов’язків та професіоналізм».
- 2021 — перше місце обласного конкурсу Львівської обласної державної адміністрації «Краща книга Львівщини» для книги «Львівські замахи».

## Наукові праці
Автор 9 навчальних посібників, 6 монографій, понад 60 наукових статей історії, геноцидних студій, сходознавства, історії Львова, гебраїстики, полоністики, більш ніж 350 енциклопедичних гасел та інше.

### Основні праці
- Новітня історія країн Азії та Африки (1918—1999 рр.). Курс лекцій. — Львів, 2000.
- Кримінальний світ старого Львова (У співавторстві зі Степаном Білостоцьким). — Львів, 2001.
- Новітня історія Азії та Африки. — Львів, 2004.
- Львів. Місто наших героїв. Путівник (У співавторстві із О. Дєдиком, В. Морозом та В. Муравським). — Львів, 2009.
- Львів. Туристичний путівник. — Львів, 2010.
- Lwów. Przewodnik turystyczny. — Lwów, 2010.
- Геноцид та політика масового винищення цивільного населення у XX ст. (причини, особливості, наслідки). Львів, 2012.
- Крила над Галичиною (у співавторстві з Ярославом Янчаком) — Львів, 2012.
- Leopolis militans. Нариси військової історії Львова XIII—XVIII ст. — Львів, 2014.
- Тіні єврейського міста. Путівник Львовом — Львів, 2019.
- Дослідження Голодомору та геноцидні студії. — Львів, 2021.
- Львівські замахи. — Львів, 2021.
- Кремлівська брехня про Голодомор 1932–1933 рр. в Україні. — Львів, 2024.

### Переклади
- Ротфельд А. Д. У тіні. Дванадцять розмов із Марціном Войцеховським. — Львів.
- Коваль П. Між Майданом і Смоленськом. — Львів, 2013.

### Статті
- Краєзнавчо-туристичне товариство «Плай» (1924—1939) // Вісник Львівського університету. Серія історична. Вип. 33 / Від. ред. М. Крикун. — Львів, 1998. — С. 161—168.
- Кружок любителів Львова (1921—1923) // Наукові зошити історичного факультету. Вип. 2 / Від. ред. Г. Кипаренко. — Львів, 1999. — С. 152—155.
- Громадський відпочинок львів'ян наприкінці XVIII—у першій половині XIX ст. // Львів: місто, суспільство, культура: Зб. наук. праць за ред. М. Мудрого. Львів: Львів. держ. ун-т. ім. І. Франка, 1999. [Вісник Львів. ун-ту. Сер. істор. Спец. вип.]. — С. 308—315.
- Українські краєзнавчі музеї Галичини міжвоєнного періоду // Вісник Львівського університету. Серія історична. Вип. 34 / Від. ред. М. Крикун. — Львів, 1999. — С. 467—477.
- Проблеми арабо-ізраїльських стосунків у сучасній англомовній історіографії // Українські варіанти. — Львів, 1999. —  1–2 (7–8). — С. 109—114.
- Проект історико-географічного словника Галичини та Буковини Мирона Кордуби // Наукові записки університету «Острозька Академія». Історичні науки. Вип. 1 / За ред. І. Д. Пасічника. — Острог, 2000. — С. 189—195.
- Авіація УГА // Україна: культурна спадщина, національна свідомість, державність / Національна академія наук України, Інститут українознавства ім. І. Крип'якевича. Вип. 6: Західно-Українська Народна Республіка: історія і традиції. — Львів, 2000. — С. 320—327.
- Етнографічні матеріали в науковій спадщині львівського мандрівника та сходознавця XVII ст. Міхала Боїма // Записки наукового товариства імени Т. Шевченка. Секція етнографії та фольклористики. — Львів, 2001. — T. 242. — С. 560—569.
- Ян Гжегожевський та його сходознвчі дослідження // Наукові зошити історичного факультету. Вип. 4 / Від. ред. Т. Полещук. — Львів, 2001. — С. 219—224.
- Львівська орієнталістика кінця XIX — першої третини XX ст. // Наукові записки університету «Острозька Академія». Історичні науки. Вип. 2. — Острог, 2002. — С. 207—217.
- Дослідження історії країн Сходу у Львівському університеті в другій половині 40 — 60-х рр. XX ст. // Вісник Львівського університету. Серія історична. Вип. 37. Част. 1. / Від. ред. М. Мудрий. — Львів, 2002. — С. 501—510.
- Історія країн Азії, Африки та Латинської Америки // Українська історіографія на зламі XX і XXI століть: здобутки і проблеми. Колективна монографія за ред. Л. Зашкільняка. — Львів, 2004. — С. 387—397.
- Operacja Karpacko-Dukielska: z nowej historiografii postsowieckiej // Tędy szli… Operacja Karpacko-Dukielska — retrospekcja 60 lat później. Praca zbiorowa pod red. W. Wróblewskiego. — Krosno, 2004. — S. 43–49.
- Львів. Туристичний путівник. Львів: Видавництво «Афіша», 2005. — 128 с., іл.
- Lwów. Przewodnik turystyczny. Lwów: Wydawnictwo «Afisza», 2005. — 128 s., il.
- Z ostatnich badań nad operacją Karpacko-Dukielską: spojrzenie z Ukainy i Białorusi // Karpacko-Duklianska operacia — plany, realita, vysledky (1944—2004). Zbornik prispevkov z medzinárodnej vedeckej konferencie vo Svidniku 30. septembra — 1. októbra 2004. Bratislawa, 2005. — S. 33–40.
- Військова авіація у Галичині в 1914—1915 рр. Вісник університету «Львівська Політехніка». Вип. 528. Держава і армія. — Львів, 2005. — С. 55–62.
- Словацькі військові формування на початковому етапі німецько-радянської війни (червень—жовтень 1941 р.) // Вісник університету «Львівська *Політехніка». Вип. 541. Держава і армія. — Львів, 2005. — С. 151—156.
- Розвиток повітроплавання та авіації на західних теренах України (Короткий історичний напис 1784—1939 рр.) // Дослідження з історії техніки. Збірник наукових праць. Вип. 6. Національний технічний університет України «Київський політехнічний інститут». — Київ, 2005. — С. 35–42. [У співавтор. з Я. Янчаком].
- Дослідник історії України Юрій Киричук // Наукові зошити історичного факультету. Львівський національний університет імені Івана Франка. Вип. 7. — Львів, 2005. — C. 268—273.
- Szemrany światek starego Lwowa. Tłumaczenie na polski Agata Buczko. — Warszawa: «Bellona», 2006. — 264 s. [У співавторстві із С. Білостоцьким].
- Військова авіація Австро-Угорщини в Першій світовій війні // Військово-науковий вісник. Львівський військовий ордена Червоної Зірки інститут ім. Гетьмана П. Сагайдачного Національного університету «Львівська Політехніка». Вип. 8. — Львів, 2006. — C. 151—167.
- Lwów Lema // Postscriptum. Pόłrocznik Szkoły Języka i Kultury Polskiej Uniwersytetu Śłąskiego w Katowicach. — Katowice, 2006. — № 51. — S. 41–54.
- Ukraińcy w siłach zbrojnych ZSSR i Niemiec w czasie drugiej wojny światowej. Oceny z perspektywy sześćdziesięciu lat // Druga wojna światowa w 60 lat po zakończeniu i jej konsekwencje. Praca zbiorowa pod redakcją naukową W. Wróblewskiego. — Krosno, 2006. — S. 75—91.
- Боротьба поспільства проти зловживань військових та шляхти // Історія Львова. У трьох томах. Т. 1. 1256—1772. — Львів, 2006. — C. 231—234.
- Щоденне життя // Історія Львова. У трьох томах. Т. 2. 1772—1918. — Львів, 2007. — C. 115—122.
- Стефан Стасяк та його сходознавчі дослідження // Збірник наукових праць. Серія «Історія та географія». Харківський національний педагогічний університет ім. Г. С. Сковороди. — Харків, 2007. — Вип. 27. — С. 39—45.
- Авіаційні епізоди з історії УПА // Військово-історичний альманах. Центральний музей Збройних Сил України. — Ч. 1 (14). — Київ, 2007. — С. 73–88.
- Сходознавчі студії Владислава Котвича // Проблеми гуманітарних наук: Наукові записки Дрогобицького державного педагогічного університету ім. І. Франка. — Дрогобич, 2007. — Вип. 20. Історія. — С. 87—96.
- Авіація в боях за Львів у серпні 1920 р. // Військово-історичний альманах. Центральний музей Збройних Сил України.  Ч. 1 (16). — Київ, 2008. — С. 52—66.
- Війна в небі Закарпаття і Словаччини (березень 1939 р.) // Військово-історичний альманах. Центральний музей Збройних Сил України. — 2008. — Ч. 2 (17). — Київ, 2008. — С. 26—42.
- Полоністика у Львівському університеті // Наукові зошити історичного факультету. Львівський національний університет імені Івана Франка. Вип. 10. — Львів, 2009. — С. 13—35 [У співавтор. з А. Кравчук].
- 190 lat historii katedr filologii polskiej na Uniwersytecie Lwowskim // Postscriptum Polonistyczne. Pόłrocznik Szkoły Języka i Kultury Polskiej Uniwersytetu Śłąskiego w Katowicach. — Katowice, 2009. — № 1 (3). — S. 213—226.
- Сходознавчі студії Владислава Котвича // Проблеми гуманітарних наук: Наукові записки Дрогобицького державного педагогічного університету ім. І. Франка. — Дрогобич, 2007. — Вип. 20. Історія. — С. 87—96.
- Війна в небі Закарпаття і Словаччини (березень 1939 р.) // Військово-історичний альманах. Центральний музей Збройних Сил України. — 2008. — Ч. 2 (17). — Київ, 2008. — С. 26—42.
- Полоністика у Львівському університеті // Наукові зошити історичного факультету. Львівський національний університет імені Івана Франка. Вип. 10. — Львів, 2009. — С. 13—35 [У співавтор. з А. Кравчук].
- Історія Стародавнього Сходу у Львівському університеті міжвоєнного періоду // Східний світ. Інститут сходознавства ім. А. Ю. Кримського НАН України. — Київ, 2010. — С. 56–61.
- Львівські сходознавці першої третини XX ст. // Вісник Львівського університету. Серія історична. Вип. 45 / Під ред. О. Вінниченка. — Львів: Львівський національний університет імені Івана Франка, 2010. — С. 389—410.
- Історія Стародавнього Сходу у Львівському університеті міжвоєнного періоду // Східний світ. Інститут сходознавства ім. А. Ю. Кримського НАН України. —Київ, 2010. — С. 56—61.
- Авіація в боях за Львів у вересні 1939 р. // Військово-історичний альманах. Центральний музей Збройних Сил України. — Ч. 1 (22). — Київ, 2011. — С. 28—42.
- Mit wielokultorowości Lwowa na przełomie XX i XXI wieku // Kresowe dziedzictwo. Studia z języka, historii i kultury / Pod red. A. Burzyńskiej-Kamienieckiej, M. Misiak, J. Kamienieckiego. Wrocław: Oficyna Wydawnicza ATUT, 2012. S. 197–205.
- Волинські події 1943 р.: невдала спроба “геноцидної інтерпретації” // Волинська трагедія: через історію до порозуміння. Матеріали Всеукраїнської наукової конференції, м. Луцьк, 19–20 червня 2013 року. Луцьк: Східноєвропейський національний університет імені Лесі Українки, 2013. С.19–26.
- Зовнішньоекономічні зв’язки європейських держав із країнами Сходу періоду Середньовіччя // Історія міжнародних економічних відносин. Курс лекцій / За ред. І. Грабинського. Львів: ЛНУ імені Івана Франка, 2013. С. 89–119.
- Lotnictwo rosyjskie nad Galicją 1914–1915 i w bitwie Gorlickiej // Lotnictwo w przełamaniu Gorlickim. Spojrzenie po stu latach w rocznicę wydarzeń / Praca zbiorowa pod red. A. Olejki, A. Charuka. Wrocław: Oficyna Wydawnicza ATUT, 2015. S.110–138.
- Дискурс неосталінізму в сучасній російській історіографії Другої світової війни // Українська друга світова: Матеріали міжнародної наукової конференції до 70-ї річниці перемоги над нацизмом у Другій світовій війні (5 травня 2015 р., м. Київ) / Упорядник В. М. Яременко. Київ: К.І.С., 2015. С. 52–70.
- Польське орієнталістичне товариство (1922–1939) // Вісник Львівського університету. Серія історична. Спецвипуск до 60-річчя професора Олексія Сухого. Львів, 2017. С. 571–594.
- Демографічні втрати України від Голодомору 1932–1933 років у контексті підрахунку геноцидних жертв XX ст. // Матеріали Міжнародної науково-практичної конференції “Голодомор 1932–1933 років: втрати української нації” (Київ, 4 жовтня 2016 року). Київ: Видавець Олег Філюк, 2017. С. 50–67.
- Ukraine’s demographic losses during the Genocide–Holodomor of 1932–1933, in the context of 20th century calculations of genocidal victims // Proceedings of the International Scientific-Educational Working Conference “Genocide-Holodomor 1932–1933: The Losses of the Ukrainian Nation” (October 4, 2016, Kyiv). Kyiv: National Museum “Holodomor Victims Memorial”, 2018. C. 17–23.
- Невдала спроба розв’язання наукової проблеми // Війна двох правд. Поляки та українці у кривавому XX столітті. Бібліотека “Історичної правди” / Укл. В. Кіпіані. Київ: Vivat publishing, 2017. С. 142–151.
- Вільгельм де Рубрук і його “Подорож у східні краї” // Рубрук В. Подорож у східні краї / Пер. з латин. А. Содомора. Львів: Видавництво Апріорі, 2018. С. 23–38.
- Анджей Ґавронський (1885–1927): визначний поліглот та організатор сходознавчих студій у Львівському університеті // Наукові зошити історичного факультету Львівського університету. Вип. 19–20. Львів, 2018. С. 481–496.
- Ян Ґжеґожевський (1846–1922): забутий галицький славіст та сходознавець // Вісник Львівського університету. Серія історична. Спецвипуск. 2019. С. 759–776.
- Волинські події 1943 р.: концептуальні оцінки за методологією геноцидних студій // “Волинь-43: міфи і реальність”. Зб. наук. праць / Упоряд. Кучерепа М.М., Шваб А. Г. Луцьк: Вежа-друк, 2019. С. 42–46.
- Українсько-польський конфлікт 1943 р. на Волині: аналіз за методикою геноцидних студій // Український історичний журнал. (Київ). 2019. № 6. С. 31–46.
- “Вибір без вибору”: екзистенційний вимір Голодомору-геноциду // Проблема екзистенційного вибору під час Голодомору-геноциду:  Матеріали Міжнародної науково-практичної конференції (20 листопада 2019 року). Київ: Видавництво Марка Мельника, 2020. С. 21–39.
- Інтердисциплінарні студії Голодомору-геноциду: проблеми та перспективи // Міждисциплінарні підходи у дослідженні Голодомору-геноциду: Матеріали IV Міжнародної науково-практичної конференції (19 листопада 2020 р.). Київ, 2021. С. 78–87.